# Tanakia shimazui
Tanakia shimazui är en fiskart som först beskrevs av Tanaka, 1908.  Tanakia shimazui ingår i släktet Tanakia och familjen karpfiskar. Inga underarter finns listade i Catalogue of Life.